# 木股昌俊
木股 昌俊（きまた まさとし、1951年6月22日 - ）は、岐阜県瑞浪市出身の日本の実業家である。クボタの特別顧問及び関西経済連合会副会長、日本産業機械工業会副会長を務める。日本農業機械工業会会長、日本水道工業団体連合会会長、農業機械公正取引協議会会長等を歴任。

## 人物
1951年6月22日、岐阜県瑞浪市出身。父は国鉄職員で、幼い頃から鉄道好きだった。東海高等学校を経て、北海道大学工学部入学。北大では、熱機関第2講座を選択し、内燃機関、ディーゼルエンジンを研究する。
卒業後、1977年に久保田鉄工に入社。エンジン技術部希望だったが筑波工場に配属され、トラクター組み立てラインの品質管理を担当する。1988年、アメリカアトランタ工場に赴任。1995年、筑波工場に製造課長として戻る。筑波工場ではトヨタカンバン方式を参考に様々なカイゼンに取り組む。2001年に筑波工場長、2010年にはタイ子会社サイアムクボタコーポレーション社長を歴任。クボタへ戻り2014年4月に副社長に就任した。2014年6月4日に急逝した益本康男の後任として社長代行を経て、同年7月8日付で代表取締役社長となる。2017年関西経済連合会副会長。2020年1月1日付けでクボタが創業130年を迎えるにあたり、同代表取締役会長を務める。2023年3月に現職。
日本産業機械工業会副会長なども務めた。2021年、フランス共和国国家功労勲章シュヴァリエを受章。

## 論文
- TALKING クボタ社長 木股昌俊 「クボタ品質・クボタプライド」で世界メジャーへ CiNii